# Trello
Trello je webová aplikace pro správu projektů. Vytvořila ji firma Fog Creek Software.
Trello pro řízení projektů používá paradigma známé jako Kanban, které původně popularizovala Toyota v roce 1980. Projekty jsou zastoupeny nástěnkami (board), které obsahují seznamy úkolů. Úkoly lze v rámci sloupců posouvat (pomocí drag-and-drop). Tento posun úkolů zrcadlí tok od nápadu k realizaci. K úkolům mohou být přiřazováni uživatelé, časové termíny a soubory.

## Funkce
- Trello má omezenou podporu pro značkování (tagy) v podobě deseti barevných štítků, které si lze pojmenovat pro každý board zvlášť.
- Úkoly lze komentovat, přidávat kontrolní seznamy drobných úkolů či podrobně popisovat. Syntaxí pro textové poznámky (popis a komentáře) je Markdown.
- Trello lze od října 2016 využívat jako nástroj pro evidenci chyb a problémů.[1]
- Aplikaci lze používat ve webových prohlížečích. Existují rovněž nativní aplikace pro Android, iPad, iPhone, Windows 8 a Windows RT.
- Aplikace má veřejné API.
- Aplikace disponuje sadou klávesových zkratek, pomocí nichž jde ovládat.

## Historie
Aplikace byla zveřejněna 13. září 2011. V červenci 2012 Trello používalo 500 000 uživatelů. V prosinci roku 2012 bylo uživatelů více než 1 000 000.
V roce 2017 byla aplikace prodána firmě Atlasian.

## Architektura
Trello je postaveno na technologiích MongoDB, Node.js a Backbone.js.